# Ricario
Ricario (en francés, Riquier; ¿? - 26 de abril de 645) fue un eremita franco y fundador de dos monasterios. Es venerado como santo por la Iglesia católica. 

## Biografía
Ricario nació como pagano a finales del siglo VI en el condado de Ponthieu cerca de Amiens en Picardía. Se convirtió al cristianismo bajo la influencia de Fricor y Cadoc, dos misioneros galeses. Después de la conversión, comió solo pan y agua con sus propias lágrimas. Fue ordenado sacerdote y viajó a Inglaterra, para orar y curar a los enfermos. 
En 638, después de algunos años por Inglaterra, Ricario fundó un monasterio en su ciudad natal, Ponthieu a la que llamó Centule (en latín, Centula). Este monasterio estuvo bajo las normas de San Columbano de Luxeuil. La ciudad creció alrededor del monasterio y también se llamó Centule e incluso tomó el nombre de Saint-Riquier. Ahora, con más de 1200 habitantes, estos aún se autodenominan Centulois. El rey franco Dagoberto I visitó una vez el monasterio, y Ricario advirtió al monarca. Fue franco y claro en su discurso, hablando sobre el temor a Dios. Entonces, el rey se convirtió en benefactor del monasterio. Otras donaciones llegaron al monasterio, para ayudar a los leprosos y a los prisioneros de Inglaterra.
Ricario fundó un segundo monasterio llamado Forest-Montier en el bosque de Crécy, a veinticinco kilómetros del otro monasterio. Vivió allí como eremita con su discípulo Sigeberto. El 26 de abril de 643, murió en manos de su compañero.

## Veneración
Sus reliquias fueron colocadas en un arcón y fueron trasladadas a la abadía de Centula. 115 años después Carlomagno construyó una caja de oro para guardar las reliquias. Junto a Saint-Riquier, la ciudad de Saint-Riquier-en-Rivière en Normandía lleva su nombre, además de una iglesia en Aberford en Yorkshire con un patrón llamado San Ricario Parish.